# Liouville (cràter)
Liouville és un petit cràter d'impacte que es troba prop del terminador oriental de la Lluna. Es troba al sud-est del cràter més gran Dubyago. Anteriorment va ser designat Dubyago S, abans de rebre el seu nom actual per decisió de la UAI.

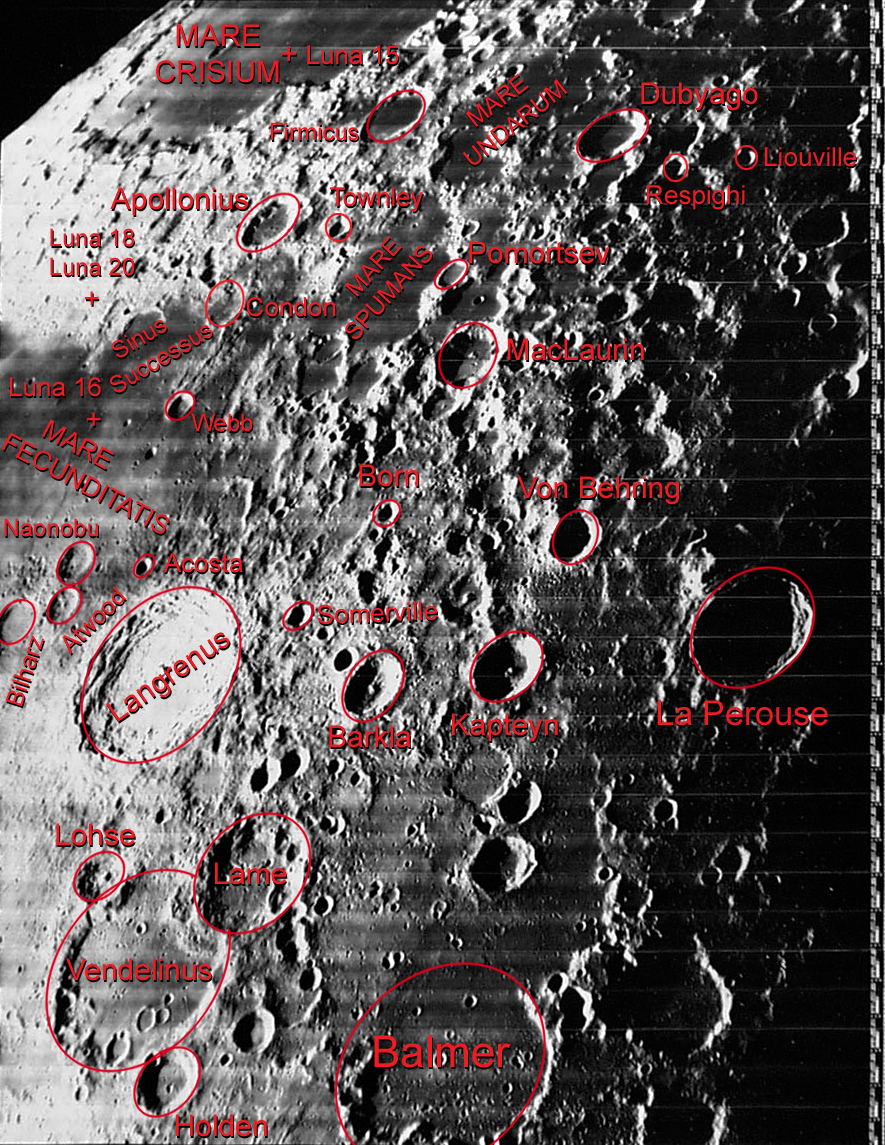
Localització de Liouville (cantonada superior dreta). Fotografia de la missió Lunar Orbiter 4.

El cràter és circular i en forma de bol, amb una petita plataforma interior en el punt central de les parets interiors inclinades. La vora occidental i nord-oest està unida a una depressió en la superfície que té l'aparença d'una formació de cràters distorsionada. Més a l'oest es troba el cràter Respighi, de grandària comparable.